# Söderorts polismästardistrikt
Söderorts polismästardistrikt är ett av Stockholms läns åtta polismästardistrikt. Distriktet består geografiskt av Söderort inom Stockholms kommun.
Huvudpolisstationen är belägen på Västberga Gårdsväg och därutöver finns i tre närpolisområden, Farsta, Globen och Skärholmen.